# Liang Jingkun
Liang Jingkun (Tangshan, 20 oktober 1996) is een Chinese professioneel tafeltennisser. Hij speelt rechtshandig met de shakehandgreep.

## Belangrijkste resultaten
- Eerst plaats met het Chinese team op de wereldkampioenschappen in 2022 en 2024
- Derde plaats op de wereldkampioenschappen (enkelspel) in 2019, 2021 en 2023
- Derde plaats op de wereldkampioenschappen (dubbelspel) met landgenoot Lin Gaoyuan in 2019 en 2021